# Dusona dubitor
Dusona dubitor är en stekelart som beskrevs av Hinz 1977. Dusona dubitor ingår i släktet Dusona och familjen brokparasitsteklar. Inga underarter finns listade i Catalogue of Life.